# 麦合木提·苏莱曼
麦合木提·苏莱曼（维吾尔语：مەخمۇت سۇلايمان，拉丁维文：Mexmut Sulayman，1968年6月5日—2020年11月23日）是新疆维吾尔自治区的一位擅长摇滚、民族音乐和流行音乐维吾尔族歌手。1968年5月出生于喀什，1981年进入新疆艺术学院学习舞蹈，1985年毕业后进入喀什艺术团工作。1990年组建乐队"传奇"（Riwayet）。曾为买买提明·吾守尔编剧，西尔扎提·牙合甫（Xirzat Yahup）导演的电影《这不是梦》配乐。自2014年《丝绸之路好声音》开播以来，连续担任了四季的导师评委。2020年11月23日，因为心脏病突发在新疆乌鲁木齐去世，享年52岁。